# دهنه گمرکان
دهنه گمرکان، روستایی از توابع بخش مرکزی شهرستان عنبرآباد در استان کرمان ایران است و ساکنین این روستا از فامیل های توکلی ، ملایی ، احمدیوسفی ، محمدی ، صفا و ...هستند که به زودی کرامت توکلی دهیار این روستا می شود

## جمعیت
این روستا در دهستان امجز قرار دارد و براساس سرشماری مرکز آمار ایران در سال ۱۳۸۵، جمعیت آن ۶۲۹ نفر (۱۷۱خانوار) بوده‌است.